# Sebhat Gebre-Egziabher

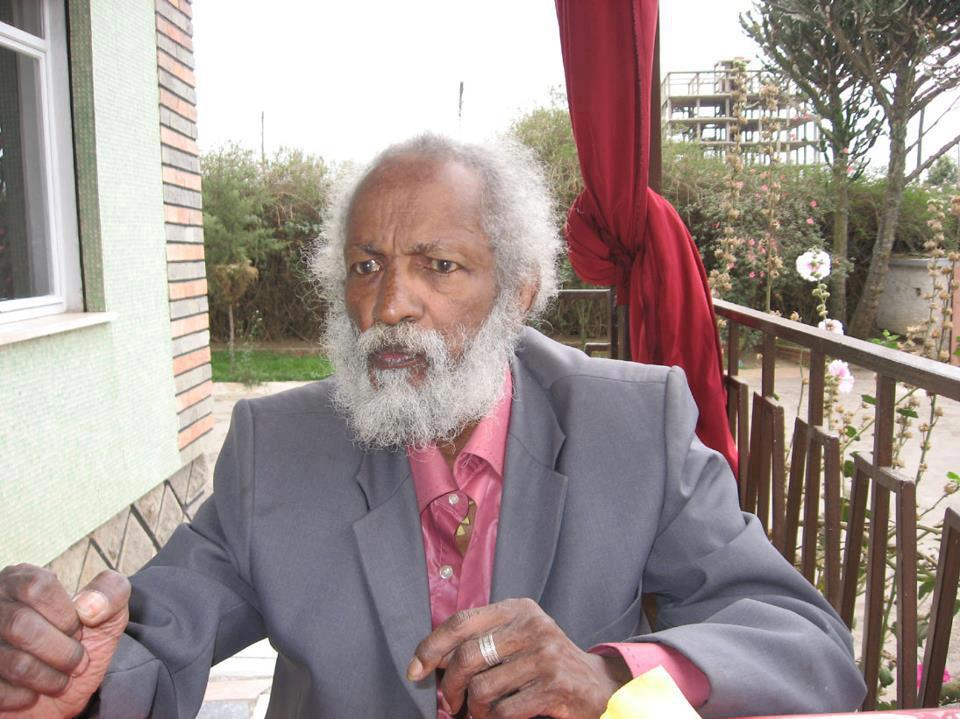
Sebhat Gebre-Egziabher

Sebhat-Leab Gebre-Egziabher (amharisch: ስብሐት ለአብ ገብረ እግዚአብሔር; * 1936 in Adwa, Provinz Tigray, Äthiopien; † 20. Februar 2012 in Addis Abeba) war ein äthiopischer Journalist und Schriftsteller, der in literarischen Kreisen als „Vater der Kurzgeschichten“ in Äthiopien gilt.

## Leben
Gebre-Egziabher absolvierte nach dem Besuch einer schwedischen Missionsschule ein Studium an der Universität Addis Abeba. Danach war er zwischen 1960 und 1961 als Bibliothekar in Washington, D.C. beschäftigt. Zwischen 1962 und 1964 studierte er mit Unterstützung eines Stipendiums der UNESCO Soziologie und Philosophie an der Universität Aix-en-Provence, wo er sich auch mit bekannten europäischen Schriftstellern wie Charles Dickens, Fjodor Michailowitsch Dostojewski, Marcel Proust, François Rabelais, Lew Nikolajewitsch Tolstoi, Mark Twain, François Villon, Evelyn Waugh und Émile Zola befasste. Sein während dieser Zeit verfasster Roman Letoom Aynegalign erschien auch in französischer Sprache unter dem Titel Les Nuits d'Addis-Abeba (2004).
Nach seiner Rückkehr nach Äthiopien war er während der Herrschaft von Kaiser Haile Selassie als Journalist tätig, wobei er eine vielbeachtete Kolumne in der nach Kaiserin Menen II. benannten Zeitschrift Menen verfasste.
Nach dem Sturz von Kaiser Haile Selassie durch einen von Mengistu Haile Mariam angeführten Militärputsch 1974 wurde Gebre-Egziabher Chefredakteur der staatlichen Verlagsgesellschaft Kuraz Publishing Agency und übte diese Tätigkeit bis zum Ende der Herrschaft von Mengistu Haile Mariam im Jahr 1991 aus. Während dieser Zeit war er unter anderem auch für die Übersetzung von Karl Marx’ Das Kapital in die amharische Sprache verantwortlich.
Im Anschluss wechselte er zur Verlagsanstalt Berhanena Selam Printing Press und verfasste dort wöchentliche Kolumnen für die in amharischer Sprache erscheinende Tageszeitung Addis Zemen. Daneben war er auch als Redakteur für die englischsprachige Tageszeitung The Ethiopian Herald tätig.
Während seine nach seiner Rückkehr aus Frankreich verfassten Manuskripte wegen ihrer explizit sexuellen Themen nicht veröffentlicht wurden, blieben seine Kolumnen wegen ihrer Kürze und ihrem Unterhaltungswert populär. Dies führte auch dazu, dass er in literarischen Zirkeln als „Vater der Kurzgeschichten“ Äthiopiens gilt.

## Veröffentlichungen
Zu seinen bekanntesten Werken gehören Bücher wie:
- Tekusat (1997)
- Säbatägnaw Mälak (1999)
- Mastawäsha (2001)
- Egrä Mängäd (2003)
- Seed and other short stories (2004).